# William Stanley Jenkins
William Stanley Jenkins, kanadski letalski častnik, vojaški pilot in letalski as, * 26. maj 1890, Montreal, Quebec, † 11. februar 1942, Wiltshire, Anglija, Združeno kraljestvo.
Stotnik Jenkins je v svoji vojaški službi dosegel 12 zračnih zmag.

## Življenjepis
Med prvo svetovno vojno je bil pripadnik RAF.

## Odlikovanja
- Distinguished Flying Cross (DFC) s ploščico